# Cheliș
Cheliș – wieś w Rumunii, w okręgu Botoszany, w gminie Sulița. W 2011 roku liczyła 335 mieszkańców.